# مايلز جونز (مغني)
مايلز جونز هو مغني كندي، ولد في 24 مارس 1983 في تورونتو في كندا.

## وصلات خارجية
- مايلز جونز على موقع ميوزك برينز (الإنجليزية)
- مايلز جونز على موقع ديسكوغز (الإنجليزية)